# ذخیره‌گاه طبیعی ورونیا
ذخیره‌گاه طبیعی ورونیا (انگلیسی: Voronina Nature Reserve) یک پارک و ذخیره‌گاه طبیعی در استان تامبوف کشور روسیه است.